# Peticions franceses contra l'edat de consentiment
Entre el 1977 i el 1979, mentre es debatia una reforma del codi penal al parlament francès, diversos intel·lectuals van signar peticions i cartes obertes per exigir la legalització de totes les relacions consentides entre adults i menors de 15 anys (edat de consentiment a l'Estat francès), sense límit d'edat.
La més notable, publicada al periòdic Le Monde el 26 de gener del 1977, i reproduïda també per Libération, es titulava Lettre ouverte sur la révision de la loi sur les délits sexuels concernant les mineurs [Carta oberta sobre la revisió de la llei sobre delictes sexuals relatius als menors] i estava redactada en suport de tres ciutadans francesos que havien comparegut davant el Tribunal de Versalles acusats d'"atemptats al pudor sense violència sobre menors de menys de 15 anys" i per haver fotografiar-los. Dos d'ells estaven en presó preventiva des del 1973, fet que la carta qualifica d'"escandalós". El text afirma que els infants no han patit "cap violència" i que les relacions han estat "consentides", i afig: "Si una noia de 13 anys té dret a la píndola [anticonceptiva], per què fer això?" i "tres anys per uns petons i unes carícies, ja n'hi ha prou!".
El 1977 es va adreçar una petició al parlament francès que sol·licitava la derogació de diversos articles de la llei sobre edat de consentiment i la legalització de totes les relacions consentides entre adults i menors de 15 anys. El document, titulat Lettre ouverte sur la révision de la loi sur les délits sexuels concernant les mineurs [Carta oberta sobre la revisió de la llei sobre delictes sexuals relatius a menors], estava signat pels filòsofs Michel Foucault, Jacques Derrida, Louis Althusser, Jean-Paul Sartre, Simone de Beauvoir i André Glucksmann, pel filòsof i semiòleg Roland Barthes, pel novel·lista i activista pels drets dels homosexuals Guy Hocquenghem, per l'advocat i professor de dret Jean Danet, per l'escriptor i cineasta Alain Robbe-Grillet, per l'escriptor Philippe Sollers, pel pediatre i psicoanalista infantil Françoise Dolto i per altres persones pertanyents a diferents corrents polítics.
El 4 d'abril del 1978 es va emetre per l'emissora France Culture, com a part del programa Dialogues, un debat entre Michel Foucault, Jean Danet i Guy Hocquenghem, en el qual aquests van explicar les seves raons a favor de l'abolició de l'edat de consentiment a França, contra la qual havien signat la petició de 1977. Aquesta conversa va ser transcrita i publicada en francès amb el títol La loi de la pudeur.